# Мунтанер, Рамон
Рамон Мунтанер (кат. Ramon Muntaner; исп. Ramón Muntanér; между 1265 и 1270, Пералада — около 1336, Ивиса) — каталонский военный, дипломат, историк и хронист. Автор «Хроники» (кат. Crònica de Ramon Muntaner).

## Биография
Родился в 1265 году в Пераладе (Каталония), в дворянской семье. Детали его биографии известны из его же хроник. 
Примерно в 1275—1276 годах он сопровождал генуэзского адмирала на арагонской службе Руджеро Лауриа к французскому двору в Орлеане. В 1280 году, вероятно, начал получать образование в Монпелье; подробности его жизни до 1300 года неизвестны, но ввиду подробного описания им деяний Лауриа, предполагается, что он был тем или иным образом связан с флотоводцем, во всяком случае, участвовал в его морских походах к побережью Северной Африки. Лишившись имения из-за разорения Пералады французами в ходе Арагонского крестового похода, он покинул родной город и никогда более в него не возвращался, а в 1286—1287 годах принял участие в завоевании острова Менорка. В 1298 году он находился в Валенсии как житель Майорки, хотя предполагается, что надолго там не задержался. 
С декабря 1300 года находился на службе у Федериго II, короля Сицилии. Участвовал в битве при Мессине во время конфликта между Карлом II из Анжуйского дома и Федериго, принадлежащим к Барселонскому дому. Позже, по всей видимости, присоединился к Рожеру де Флору в его операциях на Сицилии, будучи его личным секретарём и отвечая за набор наёмников.
Будучи участником так называемой Каталанской компании Рожера де Флора в Малой Азии, с 1303 году был сначала казначеем и канцлером, затем капитаном и губернатором Галлиполи, в 1306 или 1307 году вновь отправился на запад вместе с Фернандо Майоркским. С 1308 по 1315 год был назначен Федериго наместником острова Джерба в заливе Габес и города Керкенна на побережье современного Туниса. Когда в 1315 году он узнал, что Фернандо Майоркский планирует захватить Морейское герцогство в Восточном Средиземноморье, то отправился в Сицилию, чтобы присоединиться к нему. После того как Мунтанер выполнил его приказ о доставке в безопасное место при отцовском дворе Хайме, сына Фердинандо, будущего короля Хайме III, он занялся набором в Валенсии наёмников для короля. 
Когда в 1316 году Фернандо умер, Мунтанер вместе со своей семьёй (к тому времени у него были дочь и два сына) отправился в Валенсию, где на протяжении нескольких лет занимался вербовкой наёмников для сицилийского флота. С 1324 года состоял на службе у Хайме II в Валенсии, до 1331 года занимал несколько важных управленческих должностей в Валенсии и входил в состав валенсийской делегации, присутствовавшей на коронации Альфонсо IV Арагонского в 1328 году в Сарагосе. 
Вести свою хронику, получившую название «Chronica, o descripcio dels fets, e hazanas del inclyt rey Don Iaume Primer», он начал в Валенсии 15 мая 1325 года (в некоторых источниках указан 1335 год), согласно его собственным словам, по божьему соизволению, и закончил не позже 1328 года.
После того как в 1329 году он был назначен советником Хайме III, он переселился в 1332 году в Майорку, где его старший сын занимал высокое положение во дворе. В 1333 или 1334 году был назначен королевским камергером и бажолем Ивисы, был произведён во дворянство и занимался административной и торговой деятельностью. Скончался в сентябре 1336 года на Ивисе. Считается, что за всю свою довольно долгую жизнь он участвовал в 32 сражениях на суше и на море, которые описал в качестве очевидца.
«Хроника» Мунтанера, впервые изданная в Валенсии в 1558 году, является одним из ключевых источников эпохи его жизни, хотя в последующие века исследователи находили в ней множество недостатков, в первую очередь стилевых, признавая вместе с тем её фактологическую точность. Она приобрела широкую известность после смерти автора, и в середине XV столетия использована была каталонским писателем Жуанотом Мартурелем в рыцарском романе «Тирант Белый».

## Издания «Хроники»
- Muntaner Ramon. Cronica o Descriptio fets e Hazanyes dell inclyt Rey Don Jamme, ed. J. Caroleu. — Barcelona, 1886.
- Ramon Muntaner. Chronicle. Translated by Lady Goodenough. — Cambridge, Ontario, 2000. — 616 p. — (In parentheses Publications Catalan Series).

## Переводы «Хроники» на русский язык
- «Хроника» Рамона Мунтанера в переводе С. Вдовиченко С. и Л. Колосковой с англ. яз. на сайте «Восточная литература»